# Payday 2
Payday 2 — відеогра жанру шутера від першої особи, розроблена Overkill Software і видана 505 Games. Payday 2 була випущена 13 серпня 2013 для PC в США і 16 серпня для Xbox 360 і PlayStation 3. Payday 2 — це гра, в якій потрібно виконувати пограбування, діючи в команді, що складається з друзів або випадкових гравців. Для гри потрібен доступ до інтернету. Запуск здійснюється за допомогою сервісу цифрового розповсюдження — Steam. Payday 2 є продовженням першої частини — Payday: The Heist.

## Опис
Гра включає в себе 30 локацій, всі пограбування відрізняються за часом проходження і за їх складністю. Система прокачування ідентична системі в першій частині, але була вдосконалена новими класами:
- Enforcer — фахівець з важкого озброєння і броні.
- Mastermind — лідер-маніпулятор, що спеціалізується на контролі заручників і підтримці здоров'я союзників.
- Ghost — майстер безшумного проходження.
- Technician — демонструє майстер-клас в обігу зі спецзасобами, що допомагають здійснювати грабежі.

Кожен клас має великий набір навичок, вони відкриваються і прокачуются за допомогою очок досвіду.
Гравці можуть використовувати крадені ігрові гроші в цілях удосконалення свого інвентарю, а також отримані очки для поліпшення своїх навичок. Виконання місій дозволить отримати в нагороду унікальні предмети. Гра не здається постійно однаковою: вороги з'являються з різних місць, в завданнях випадковим чином генерується геометрія (розташування дверей, кімнат, камер, охоронців, людей і таке інше) і деякі події.

## Персонажі

### Банда Payday
- Даллас (справжнє ім'я — Нейтан Стіл) — американець, лідер банди, старший брат Х'юстона. Носить маску клоуна з американським прапором на лобі.
- Хокстон (справжнє ім'я — Джеймс Хоксворт) — англієць, до виходу пограбування «Спасіння Хокстона» сидів у тюрмі. Має на лівій половині обличчя великий опік. Носить маску клоуна з фіолетовими очима та «опіком».
- Вулф — швед, носить маску у вигляді закривавленого черепа. Психопат.
- Чейнс — афроамериканець, колишній військовий. Носить маску клоуна з червоним носом.
- Х'юстон — американець, молодший брат Далласа. Носить маску клоуна з фіолетовими очима (маска Хокстона з Payday: The Heist).
- Кловер (справжнє ім'я — Рейчел) — ірландка, колишня напарниця Хокстона. Носить маску клоуна з зеленими тінями, червоними губами та трилисними конюшинками на лобі. Доступна для гравців, які купили DLC Clover Character Pack.
- Джекет — американець, головний герой гри Hotline Miami. носить маску півня. Соціопат. Ніколи не розмовляє, для спілкування використовує записи на диктофоні. Доступний для гравців, які купили Hotline Miami 2: Wrong Number — Digital Special Edition [Архівовано 16 лютого 2015 у Wayback Machine.] у Steam.
- Драґан — хорват, колишній агент Інтерполу. Доступний для гравців, які купили DLC Dragan Character Pack.
- Джон Вік — американець, колишній кіллер. Головний герой фільму «Джон Вік». Носить сонцезахисні окуляри замість маски.
- Бонні — шотландка, носить маску клоуна з зображенням шотландського прапора.
- Сокіл (справжнє ім'я — Сергій Козак) — росіянин, колишній капітан Петербурзької хокейної команди, носить маску з червоною зіркою, схожу на маску хокейного воротаря. Доступний для гравців, які купили DLC Sokol Character Pack.
- Джиро — японець, колишній член якудзи. Прибув у США, щоб знайти свого сина Кенто. Носить маску японського демона.
- Боді — спортсмен-екстремал невідомої національності, засновник злочинної організації «Екс-президенти». Один з головних героїв фільму «На гребені хвилі».
- Джиммі — наркоман, який постійно знаходиться у стані кокаїнової ейфорії. Один з персонажів фільму «Хардкор». Актор і прообраз  — Шарлто Коплі.
- Сідні (справжнє ім'я — Келлі Кінґ) — австралійка, психічно неврівноважена дівчина-рокер. Доступна для гравців, які купили DLC Sidney Character Pack.
- Раст (справжнє ім'я -Том Бішоп) — американець, колишній член банди байкерів, яку він зрадив і перейшов на бік банди Payday. Актор і прообраз  — Рон Перлман.

### Замовники
- Бейн — зв'язковий в пограбуваннях,
- Гектор Моралес — колумбійський наркобарон. Як пізніше виявилось, зрадив банду Payday і став «стукачем» ФБР. Вбитий під час контракту «Помста Хокстона». Актор і прообраз — Гері Деніелс.
- Влад (повне ім'я — Володимир Козак) — ексцентричний український мафіозі з різноманітними контрактами. Надзвичайно дружньо ставиться до грабіжників, але часто замовчує інформацію про охорону об'єктів пограбувань — наприклад, Влад не сказав про російських мафіозі в "«Нічному клубі» та охоронців і камери відеоспостереження в «Чотирьох магазинах». Актор і прообраз Влада — Ілля Волох.
- Сенатор Джон Генрі Сіммонс на прізвисько Слон — корумпований сенатор США від республіканської партії. Майже всі його контракти пов'язані з політикою. Актор і прообраз — Бокім Вудбайн.
- Вернон Лок — південноафриканський найманець, який працює на приватну військову компанію Murkywater (алюзія на ПВК Blackwater) як керівник відділу боротьби з кіберзлочинністю. Лок отримав завдання знищити Crime.Net, але замість цього поставив Бейну ультиматум: або банда Payday працює на нього, або він виконує завдання компанії. Всі контракти Лока — це краджка власності Murkywater.
- Дантист — кримінальний авторитет з великими зв'язками по всьому Вашингтоні. Погодився допомогти врятувати Хокстона в обмін на виконання деяких контрактів, які зводяться до крадіжки особливо цінних речей або пограбування об'єктів з високим рівнем безпеки. Актор і прообраз — Джанкарло Еспозіто.
- М'ясник (справжнє ім'я — Деніза Хорват) — боснійка, спадковий торговець зброєю. Єдиний замовник, який знаходиться не в США (М'ясник знаходиться в Загребі).
- Джиммі — єдиний член банди Payday, який одночасно є замовником пограбувань. Його контракти — це крадіжка ЕМІ-бомби і напад на таємну лабораторію в Росії. По суті, ці контракти є передісторією до подій фільму «Хардкор».
- Континенталь — готель з серії фільмів «Джон Вік», який надає послуги кіллерам.

### Союзники
- Гейдж (справжнє прізвище — Ґаґовскі) — ветеран війни в Афганістані і постачальник зброї банді «Payday». Інвалід, який пересувається на візку. «Неофіційний» замовник контракту «Тіньовий рейд».
- Ілля — найманець-снайпер сербсько-хорватського походження. В контрактах «Сторожові пси» (день 2), «Підстава з картинами» (день 2), Hotline Miami (день 1), «Бомба: ліс» та «Бомба: доки» можна замовити його послуги. Він буде прикривати команду, відстрілюючи ворогів з певної позиції. Іллю не видно, але можна почути: він веде відлік вбитих ним ворогів. Ілля вбиває випадкових ворогів з одного пострілу.

## Вороги

### Охорона
- Охоронці — звичайні охоронці в білій формі (на деяких пограбуваннях охоронці носять іншу форму), патрулюють об'єкти, які грабує банда Payday. Озбрєні пістолетами Chimano 88 (Glock 17) та пістолет-кулеметами Compact-5 (HK MP5), деякі носять бронежилети. Після вбивства охоронця йому на пейджер дзвонить диспетчер. Якщо не відповісти на пейджер або від'єднатись від виклику — підніметься тривога. Також тривога підніметься, якщо спробувати відповісти на п'ятий пейджер — диспетчер не повірить вигадці грабіжника. Після підняття тривоги всі живі охоронці почнуть тікати з місця злочину, одночасно відстрілюючись від бандитів. Мають дуже мало здоров'я, однак, починаючи з складності Overkill, наносять дуже сильні пошкодження.
- Охоронці GenSec — інкасатори, які працюють на приватну охоронну компанію GenSec Security Industries. Носять червоні футболки і берети з логотипом GenSec. Озбрєні пістолетами Chimano 88 (Glock 17) та пістолет-кулеметами Compact-5 (HK MP5), охоронці з пістолетами носять бронежилети. На відміну від звичайних охоронців, їх важко залякати і змусити здатись. З'явлються на всіх контрактах типу «Транспорт» (окрім «Пограбування поїзда»), «Банк GO» та «Скотобійня».
- Державна служба охорони — охороняють важливих осіб та державні установи, носять чорні костюми-двійки та сонцезахисні окуляри. Озбрєні пістолетами Chimano 88 (Glock 17) з ліхтариками, які полегшують їхнє виявлення. Зустрічаються в пограбуваннях «Помста Хокстона», «Палій» (день 2), «Велика нафта» (день 2) та «Підстава з картинами» (день 3).
- Бійці Murkywater — найманці, які патрулюють об'єкти Murkywater та охороняють конвої, які перевозять власність компанії. Носять лісові камуфляжі, рюкзаки, ліхтарики на грудях та шоломи, схожі на шоломи мотоциклістів. Озброєні штурмовими гвинтівками Eagle Heavy (FN SCAR-H) та пістолет-кулеметами Jackal (HK UMP). Як і звичайні охоронці, мають пейджери. Найживучіші охоронці з потужним озброєнням, присутні на пограбуваннях «Тіньовий рейд», «Скотобійня», «Народження небес», «Біля підніжжя гори» і «Станція Murkywater».
- Охоронці ФБР — зустрічаються лише в пограбуванні «Помста Хокстона», дле патрулюють зовнішній периметр садиби. Озброєнням і зовнішнім виглядом майже не відрізняються від бійців Murkywater. Різниця полягає в тому, що охоронці носять оливкову форму, а не камуфляжі, а на рукавах — шеврон з логотипом ФБР, а не Murkywater.

### Правоохоронці
- Поліцейські — звичайні офіцери вашингтонської поліції. Використовують різноманітне озброєння: револьвери Bronco .44 (Taurus Raging Bull), пістолети Chimano 88 (Glock 17), пістолет-кулеметами Compact-5 (HK MP5) чи дробовики Renfield 880 (Remington Model 870), поліцейські з пістолет-кулеметами носять бронежилети. Основні штурмові одиниці на складності «Нормально», однак після кількох штурмів замість них в бій йде Синій SWAT. На вищих складностях вони першимми приїжджають на місце злочину і оточують його, деякі офіцери йдуть в бій. Мають дуже мало здоров'я, однак, починаючи з складності Overkill, наносять дуже сильні пошкодження. Також з'являються на деяких пограбуваннях з можливістю тихого проходження, однак, на відміну від охоронців, не мають пейджерів, що значно спрощує їхнє знищення.
- Агенти ФБР — по суті, посилений варіант звичайних поліцейських. З'являються лише в заскриптованих місцях, до Crimefest 2016 йшли в бій разом із спецпризначенцями. Є декілька різновидів агентів:
  - Агенти-жінки — носять білі сорочки та чорні штани, мають темне волосся, зібране в хвіст. Озброєні револьверами Bronco .44 (Taurus Raging Bull), по суті — рескін поліцейських з револьверами. Зустрічаються на контрактах «Спасіння Хокстона» і «Під прикриттям».
  - Агенти-новачки — носять сині кашкети і куртки, озбрєні пістолетами Chimano 88 (Glock 17).
  - Досвідчені агенти — лисі афроамериканці, носять білі сорочки, сірі штани та кобури під пахвами. Осброєні штурмовими гвинтівками CAR-4 (Colt M4A1).
  - Біці загону з порятунку заручників — схожі на досвідчених агентів бійці в бронежилетах та зелених балаклавах, озброєні пістолет-кулеметами Compact-5 (HK MP5). До Crimefest 2016 йшли в бій між поліцейськими штурмами, шукаючи заручників та звільняючи їх, тепер з'являються лише на третьому дні контракту «Щури».

- Синій SWAT — поліцейський спецназ, основні вороги на складностях «Нормально» і «Важко». Озброєні пістолет-кулеметами Compact-5 (HK MP5) чи дробовиками Renfield 880 (Remington Model 870). Носять синю форму і чорні шоломи. На вищих складностях з'являються в заскриптованих місцях або спускаються з поліцейських вертольотів по 4 особи.

- Важкий SWAT — поліцейський спецназ, бійці якого з'являються після декількох штурмів на складностях «Нормально» і «Важко». Атакують разом з бійцями Синього SWAT. Озброєні штурмовими гвинтівками CAR-4 (Colt M4A1). Носять форму Синього SWAT з білими шоломами та жовтими наплічниками.

- SWAT ФБР — основні вороги на складностях «Дуже важко» та Overkill. Носять зедлену форму та білі шоломи. Озброєні штурмовими гвинтівками CAR-4 (Colt M4A1) та дробовиками Renfield 880 (Remington Model 870).

- Важий SWAT ФБР — основні вороги на складності Overkill (разом із бійцями SWAT ФБР). Носять зелену форму SWAT ФБР, однак мають міцніші шоломи та коричневі бронежилети, які можуть пробити лише кулі снайперських гвинтівок, бронебійні кулі для дробовиків і дротики. Повністю вразливими залишаються кінцівки, спина та голова. Озброєні штурмовими гвинтівками CAR-4 (Colt M4A1) та дробовиками Renfield 880 (Remington Model 870).

- Елітний SWAT GenSec — спецназ приватної охоронної компанії GenSec Security Industries. Основні вороги на складностях Mayhem та Dead Wish. Носять форму і шоломи SWAT ФБР, розфарбовану в цифровий міський камуфляж з логотипом GenSec Security Industrie. Озброєні штурмовими гвинтівками JP36 (HK G36) та дробовиками Renfield 880 (Remington Model 870) чи М1014 (Benelli M4 Super 90). Бійці з М1014 носять на животі патронаші з патронами для дробовиків і зустрічаються лише в пограбуванні «Помста Хокстона». Дуже живучі та сильні вороги, які не мають анімації болю, тому можуть вести тривалий вогонь.

- Важкий SWAT GenSec — підсилена версія Важкого SWAT ФБР. Носять форму Важкого SWAT ФБР, розфарбовану в цифровий міський камуфляж, та сірі бронежилети. Озброєні штурмовими гвинтівками JP36 (HK G36) та дробовиками Renfield 880 (Remington Model 870).

- Загін ZEAL (Z Elite Assault Legion — Елітний штурмовий легіон загону Z) — секретний загін Міністерства національної безпеки США, який з'являється лише на складності One Down. Найсильніші бійці, які носять чорну форму та білі металеві маски, схожі на черепи. Озброєні штурмовими гвинтівками CAR-4 (Colt M4A1) та пістолет-кулеметами Compact-5 (HK MP5). Бійці з штурмовими гвинтівками носять сіру броню, яку можуть пробити лише кулі снайперських гвинтівок, бронебійні кулі для дробовиків і дротики (в іншому випадку потрібно стріляти в голову чи спину). Надзвичайно живучі, наносять дуже сильні пошкодження — здатні знешкодити грабіжника за 2-5 пострілів залежно від бронежилету, який той використовує.

### Особливі вороги
Особливі вороги володіють рядом спеціальних здібностей і служать прикриттям для основних бійців.
- Снайпери — поліцейські снайпери, які засідають в певних наперед визначених місцях. Наносять дуже великі пошкодження: єдині вороги, здатні наносити пошкодження одночасно броні та життю грабіжників. При цьому снайпери мають надзвичайно мале здоров'я. Озброєні модифікованими штурмовими гвинтівками Gewehr 3 (H&K PSG-1) з лазерними прицілами, які видають їхні позиції. В ближньому бою б'ють грабіжників прикладом. Існує 3 різновиди снайперів, які за своїми бойовими характеристиками нічим один від одного не відрізняються:
  - Снайпери SWAT — одягнені у синю форму з кашкетом. Зазвичай з'являються під час нічних пограбувань.
  - Снайпери ФБР — одягнені у зелену форму з білим кашкетом, мють засмаглу шкіру і борідки. Зазвичай з'являються під час денних пограбувань.
  - Російські снайпери — одягнені у військову форму, озброєні СВД. З'являються лише на пограбуванні «Точка кипіння».
- Тейзери — бійці SWAT, які спеціалізуються на нелетальному виведенні грабіжника з ладу. Озброєні штурмовими гвинтівками CAR-4 (Colt M4A1) з електорошокерами. З середньої відстані Тейзер вистрілює двома електродами, які знерухомлюють грабіжника. Під дією шоку Тейзера грабіжник починажє безконтрольно стріляти і, через деякий час, падає. Єдиний шанс вирватись — вбити або оглушити Тейзера своїми пострілами або почекати, поки товариші по команді не вб'ють Тейзера; також атака перериваєється, коли один з ворогів перебігає через електороди. Втім, коли Тейзер атакує грабіжника, він сам стоїть нерухомо, що робить його дуже вразливим. Впізнати атакуючого Тейзера можна по його застиглій стійці та блискавкам, що вириваються з дула його гвинтівки.

## Завдання
Завдання, назви яких відмічені курсивом, не мають можливості тихого проходження.

### Завдання, що вийшли
- Сховище (англ. Safehouse) (1 день) — не пограбування, а просто «квартира» головного героя, а також навчальний рівень. Після події Crimefest 2016 (святкування третьї річниці гри) Хокстон спалив старе сховище і банада переселилась в нове. Старе сховище доступне для гравців, які мають 25 рівень репутації.

#### Бейн
- Пограбування банку (англ. Bank Heist) (від 1 до 2 днів) — пограбування невеликого банку. Необхідно просверлити двері сховища термобуром і вкрасти його частину його вмісту.
  - Готівка (англ. Bank Heist: Cash) (від 1 до 2 днів) — пограбування банку з готівкою.
  - Комірки (англ. Bank Heist: Deposit) (від 1 до 2 днів) — пограбування банку з вмістом банківських комірок.
  - Золото (англ. Bank Heist: Gold) (від 1 до 2 днів) — пограбування банку зі злитками золота.
- Ювелірний магазин (англ. Jewelry Store) (від 1 до 2 днів) — пограбування ювелірного магазину. Необхідно вкрасти певну кількість цінностей.
- Магазин діамантів (англ. Diamond Store) (від 1 до 2 днів) — пограбування великого ювелірного магазину. Необхідно вкрасти вдвічі більше цінностей, ніж з ювелірного магазину.

#### Гектор
- Сторожові пси (англ. Watchdogs) (2 дні) — бандити наймаються охоронцями для фургона з кокаїном, але коли його накриває поліцейська облава, вони стають кур'єрами. Після того, як банда забрала частину кокаїну, вони вирушають в порт, щоб передати кокаїн на борт катера, який відвезе наркотики Гектору. За 1 раз катер перевозить 4 сумки — це необхідна кількість, однак катер повернеться знову, якщо бандити вкрали ще кокаїну. Так можна передати весь кокаїн (максимальна кількість сумок — 12).
- Щури (англ. Rats) (від 3 до 5 днів) — грабіжникам необхідно вивільнити хіміків Гектора і забрати у них приготований метамфетамін. Однак, прибувши на місце, четвірка виявляє їх трупи, і тепер їм, за допомогою Бейна, потрібно власноруч приготувати наркотик і продати його вуличним бандитам, після чого ліквідувати лідерів картелю «Мендоза», який заважає Гектору. Можливості скритного проходження немає, але є можливість не варити мет, а відразу підірвати лабораторію (для цього потрібно додати неправильний інгредієнт), після чого банально перебити всіх на другому дні і, не беручи гроші на третьому, швидко завершити місію, через що місія стала буквально синонімом швидкого фарма досвіду. Так само є можливість спочатку продати бандитам додаткові наркотики, а після вбити їх, забравши і інформацію, і плату, і наркотики (інші варіанти — бандити зрадили команду, привели їх до сейфу без інформації та напали на них, або ж поліція влаштувала засідку — в такому разі бандити не нападатимуть на грабіжників, а просто втікатимуть з локації).

#### Влад
- 4 магазини (англ. Four Stores) (від 1 до 2 днів) — пограбування відразу чотирьох магазинів, що знаходяться на одній вулиці. Необхідно викрасти цінностей на 15000 доларів, після чого треба почекати на фургон для втечі і втекти. На складності OVERKILL або нижче на карті присутні 1 або 2 банкомати, злам яких дрозволяє одразу набрати необхідну суму.
- Нічний клуб (англ. Nightclub) (1 день) — пограбування нічного клубу. Необхідно викрасти гроші власника клубу, які знаходяться у великому сейфі. У клубі знаходяться 2 сейфи, якві можна знайти в трьох приміщеннях (якщо доступно 2 приміщення — може бути 1 сейф): підвалі, офісі власника чи офісі менеджера. В одному з сейфів — гроші, в іншому — кокаїн. Хоча кокаїн коштує значно дорожче, ніж гроші, для проходження контракту необхідно викрасти саме гроші. Коли команда упакувала першу сумку з грошима, необхідно почекати 4 хвилини до приїщду фургона, щоб скинути здобич, або кидати сумки в пікап (якщо перед пограбуванням купили відповідний актив), який приїде під вікно офісу власника, після чого дочекатись фургона і втекти. Клуб охороняють члени російської мафії, які, на відміну від охоронців, практично відразу відкривають вогонь по грабіжниках, також в клубі можуть бути камери спостереження — на їх наявність вказує логотип GenSec справа від входу в клуб.
- Big Oil (2 дні) — спочатку потрібно вкрасти будь-яку інформацію у байкерів. Після в будинку в горах потрібно вкрасти термоядерний прототип двигуна. Є можливість скритного проходження першого дня, якщо вбити всіх байкерів до першого пострілу з їхнього боку, і часткова можливість скритно вкрасти двигун.
- Framing Frame (3 дні) — четвірка краде картини з виставки і продає їх якомусь сенатору, який шантажує одного з роботодавців. Сховавши в них камери, грабіжники знаходять квартиру сенатора і крадуть звідти золото, натомість залишають кокаїн як компромат. Єдина місія де потайне проходження спричиняє додаткові бонуси.
- Firestarter (3 дні) — завдання від Гектора. Потрібно вкрасти зброю у наркокартеля в аеропорту, при цьому обороняючись від поліцейських. У другий день потрібно проникнути в будівлю ФБР і вкрасти сервер. У третій день необхідно потрапити в банк і спалити гроші, сам банк — все той же Bank Heist. Можливо потайне проходження даної місії.
- Mallcrasher (1 день) — чергове завдання від Влада. Потрібно розгромити торговий комплекс, завдавши збитків на 50.000 $. Після чекати вертоліт (або фургон), обороняючись від поліцейських, є можливість скритного проходження, якщо спочатку зв'язати всіх відвідувачів.
- Ukrainian Job (1 день) — чергове пограбування ювелірного магазина, але на кону тепер Тіара. Є можливість скритного проходження.
- Transport (1 день) — пограбування броньованого транспорту з комірками всередині. Існує 5 різновидів (локацій): Crossroads (Перехрестя), Harbor (Гавань), Underpass (Проїзд), Park (Парк), Downtown (Центр міста). Нам потрібно зламати комірки всередині від 3-х до 4-ох вантажівок, після чого віднести кілька сумок (залежно від складності) з вмістом у вантажівку і втекти.

### Завдання, що не вийшли на даний момент
Завдання, що не вийшли, за словами розробників, були вирізані з релізу і будуть додані пізніше, або в DLC, або в черговому оновленні
- Welcome to the jungle
- Snitch Snatch
- Drought
- Bring Me The Head Of Armando Garcia
- Dead Drop
- War Is Fantastic
- Cinderella
- Turf War
- On Display
- Diplomatic Envoy

## Спорядження

### Основна зброя
Штурмові гвинтівки (англ. Rifle):
- Colt Commando (у грі називається AMCAR)
- Colt М4А1 (у грі називається Car-4)
- АКС-74 (у грі називається AK)
- Steyr AUG A2 (у грі називається UAR)
- H&K G36C (у грі називається JP36)
- АКМС (у грі називається AK .762)
- M1A SOCOM 16 (у грі називається M308)
- Ak5 (у грі називається AK5)
- Colt M16A3 (у грі називається AMR16)
- SIG SG 552 Commando (у грі називається Commando 553) (DLC «Armored Transport»)
- FN SCAR-H (у грі називається Eagle Heavy) (DLC «Gage Weapon Pack #01»)
- АС ВАЛ (у грі називається Valkyria) (DLC «Sokol Character Pack»). Шляхом встановлення дерев'яного прикладу і деяких колліматорних прицілів перетворюється на ВСС «Гвинторіз».

Ручні кулемети (англ. Light machine gun):
- РКК (у грі називається RPK) (DLC «Gage Weapon Pack #02»). Шляхом встановлення алюмінієвої цівки і пластикового прикладу перетворюється на РКК-74.
- FN Minimi (у грі називається KSP) (DLC «Gage Weapon Pack #02»)
- MG-42 (у грі називається Buzzsaw 42) (DLC "Gage Historical Pack). Шляхом заміни стандартного ствола на легкий перетворюється на MG-34, на приглушений з перфорацією — на DLT-19, важку бластерну гвинтівку з Всесвіту Зоряних Війн.
- H&K HK21 (у грі називається Brenner 21) (DLC «Gage Weapon Pack #02»)

Дробовики:
- Remington Model 870 (у грі називається Reinfeld 880 shotgun)
- Сайга-12К (у грі називається IZHMA 12G Shotgun)
- Двуствольна рушниця (у грі називається Mosconi 12g shotgun)

Снайперські гвинтівки (англ. Sniper rifle):
- Remington MSR (у грі називається Rattlesnake) (DLC Gage Sniper Pack)
- Blaser 93 LRS2 (у грі називається R93) (DLC Gage Sniper Pack).
- Barrett M95 (у грі називається Thanatos .50 cal) (DLC Gage Sniper Pack)
- Гвинтівка Мосіна-Нагана (у грі називається Nagant) (DLC Gage Historical Pack)
- Winchester Model 1873 (у грі називається Repeater 1874) (DLC The Butcher's Western Pack)
- Walther WA 2000 (у грі називається Lebensauger .308) (DLC Gage Ninja Pack)
- Winchester Model 70 (у грі називається Platypus 70)
- DT SRS-A1 Covert (у грі називається Desertfox) (DLC John Wick Weapon Pack)
- Taran Tactical Innovations TR-1 Ultra-light (у грі називається Contractor .308) (DLC John Wick Weapon Heists)
- Снайперська гвинтівка Драгунова (у грі називається Grom) (DLC Gage Russian Pack)

Особлива:
- Циркулярна пила (у грі називається OVE9000 Saw)
- M134 Minigun (у грі називається Vulcan) (DLC «The OVERKILL Pack»)

### Додаткова зброя
Пістолети (англ. Pistol):
- Glock 17 (у грі називається Chimano 88)
- Colt M1911A1 (у грі називається Crosskill)
- Taurus Raging Bull Model 444 (у грі називається Bronco .44)
- Beretta M9 (у грі називається Berneti 9)
- IMI Desert Eagle (у грі називається Deagle)
- H&K USP (у грі називається Interceptor .45)
- Walther PPK/S (у грі називається Gruber Kurz) (DLC «Armored Transport»). Шляхом встановлення довгого затвора перетворюється на Walther PP.
- Mauser C96 (Broomstick) (DLC Gage Historical Pack). Після встановлення 20-зарядного магазина і кобури-приклада перетворюється на Mauser M712 «Schnellfeuer», а якщо до цих модифікацій додати довгий ствол — на карабін. Також шляхом встановлення спеціальної насадки на ствол і оптичного прицілу перетворюється на DL-44 — бластер Хана Соло зі Всесвіту Зоряних Війн.
- SIG Sauer P226 (у грі називається Signature .40) (DLC «Gage Weapon Pack #01»)
- Mateba 2006М (у грі називається Matever .357) (DLC The Alesso Heist)

Пістолети-кулемети:
- Ingram MAC-10 (у грі називається Mark 10 submachinegun)
- H&K MP5A2 (у грі називається Compact-5 submachinegun)
- Olympic Arms K23B Tactical (у грі називається Para submachinegun)
- Brügger & Thomet MP9 (у грі називається CMP submachinegun)
- АКС-74У (у грі називається Krinkov submachinegun)
- Glock 18c (у грі називається STRYK 18c pistol)
- FN P90 TR (у грі називається Cobus 90 submachinegun)
- Carl Gustaf M/45 (у грі називається Swedish K) (DLC «Armored Transport»)
- H&K MP7 (у грі називається SpecOps) (DLC «Gage Weapon Pack #01»)

Дробовики:
- Serbu Super-Shorty (у грі називається Locomotive 12g Shotgun)

### Зброя ближнього бою
- URSA Knife (DLC «Gage Weapon Pack #02»)
- Krieger Blade (DLC «Gage Weapon Pack #02»)
- Berger Combat Knife (DLC «Gage Weapon Pack #02»)
- Trautman Knife (DLC «Gage Weapon Pack #02»)

### Допоміжне спорядження
- Сумка з патронами (англ. Ammo bag)
- Докторська сумка (англ. Doctor bag)
- Лазерна міна (англ. Trip mine)
- Турель (англ. Sentry gun)
- Генератор ECM (англ. ECM Jammer)

### Броня
- Костюм-двійка (англ. Two-piece suit)
- Балістичний бронежилет (англ. Ballistic vest)
- Легкий балістичний бронежилет (англ. Lightweight ballistic vest)
- Важкий балістичний бронежилет (англ. Heavy ballistic vest)
- Протиосколковий бронежилет (англ. Flak jacket)
- Комбінований тактичний бронежилет (англ. Combined tactical vest)
- Покращений комбінований тактичний бронежилет (англ. Improved combined tactical vest)

## Додатковий контент
- 14 листопада 2013 вийшло перше DLC під назвою «Armored Transport». Воно включає в себе п'ять нових пограбувань, в яких головною метою буде інкасаторський фургон. Також, в одній з місії, ми зможемо пограбувати поїзд. Крім цього, DLC додає 3 види зброї, чотири маски, матеріал і узори для масок.
- 5 грудня вийшло друге DLC — «Gage Weapon Pack #01», що включає в себе 3 види зброї, нові модифікації для зброї, гранати, маски, матеріал і узори для масок.
- 19 грудня вийшов різдвяний саундтрек — «A Merry Payday Christmas Soundtrack». Крім саундтрека, в нього входить 3 маски для персонажів.
- 30 січня вийшло третє DLC — «Gage Weapon Pack #02», що включає в себе кулемети, ножі, нові маски, матеріал і узори для масок.
- 28 лютого вийшло безкоштовне оновлення, що включає нову складність — «Death Wish» (Жага Смерті), а також нових ворогів, таких як Бульдозер з кулеметом.